# Maarten Hurkmans
Maarten Hurkmans (Amersfoort, 29 de agosto de 1997) es un deportista neerlandés que compite en remo.
Ganó una medalla de plata en el Campeonato Mundial de Remo de 2019 y dos medallas en el Campeonato Europeo de Remo, en los años 2018 y 2021.
Participó en los Juegos Olímpicos de Tokio 2020, ocupando el quinto lugar en Tokio 2020, en la prueba de ocho con timonel.
Estudió Administración de empresas en la Escuela de Negocios Haas de la Universidad de California en Berkeley.

## Palmarés internacional
| Campeonato Mundial | Campeonato Mundial    | Campeonato Mundial | Campeonato Mundial |
| Año                | Lugar                 | Medalla            | Prueba             |
| ------------------ | --------------------- | ------------------ | ------------------ |
| 2019               | Ottensheim (Austria)  | Medalla de plata   | Ocho con timonel   |
| Campeonato Europeo |                       |                    |                    |
| Año                | Lugar                 | Medalla            | Prueba             |
| 2018               | Glasgow (Reino Unido) | Medalla de plata   | Ocho con timonel   |
| 2021               | Varese (Italia)       | Medalla de bronce  | Ocho con timonel   |